# Grzbietówka

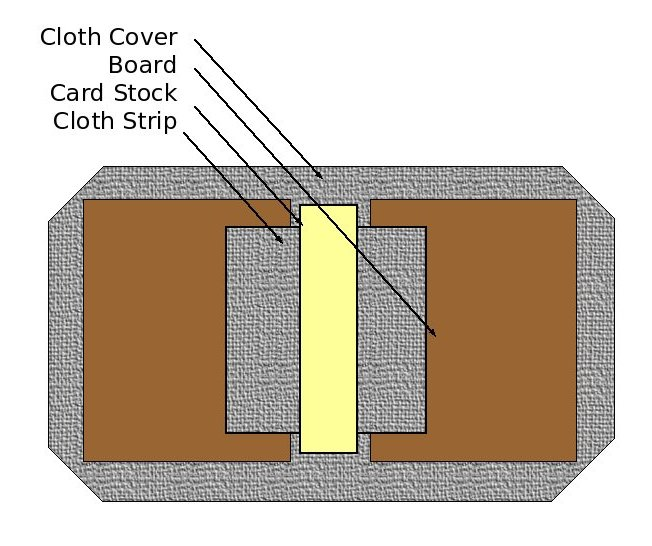
Schemat konstrukcji okładki książki; grzbietówka zaznaczona kolorem jasnożółtym

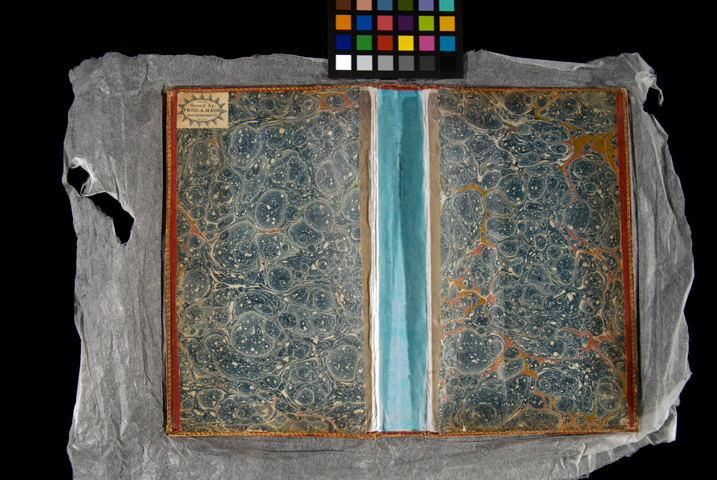
Bibułka japońska (z wierzchu zabarwiona na niebiesko) w roli grzbietówki

Grzbietówka – pasek kartonu (dawniej drewna ) stosowany jako wewnętrzne usztywnienie grzbietu książki w procesie oprawy, również określenie na sam karton do tworzenia grzbietówki.
Dzięki zastosowaniu grzbietówki po otwarciu woluminu grzbiet nie przylega do bloku, co zapobiega jego pękaniu, jak to ma miejsce przy ściśle przylegającym grzbiecie .